# Platysenta albopicta
Platysenta albopicta là một loài bướm đêm trong họ Noctuidae.